# Limnephilus minos
Limnephilus minos är en nattsländeart som beskrevs av Malicky 1971. Limnephilus minos ingår i släktet Limnephilus och familjen husmasknattsländor. Inga underarter finns listade i Catalogue of Life.